# Michał Rynkowski (urzędnik)
Michał Rynkowski – polski urzędnik państwowy i prawnik, doktor nauk prawnych, od 2017 dyrektor Polskiej Agencji Antydopingowej (POLADA).

## Życiorys
Absolwent Wydziału Prawa i Wydziału Prawa i Administracji Uniwersytetu Warszawskiego. W 2019 obronił na nim doktorat na podstawie pracy pt. Postępowania dyscyplinarne w sprawach dopingowych – zagadnienia prawnomiędzynarodowe i prawnoporównawcze. Od 2009 roku zaangażowany w walkę z dopingiem w sporcie – najpierw w ramach Komisji do Zwalczania Dopingu w Sporcie, następnie od maja 2017 roku w Polskiej Agencji Antydopingowej (POLADA). W grudniu 2017 roku rozpoczął 5-letnią kadencję Dyrektora Polskiej Agencji Antydopingowej (POLADA).
Jest wiceprzewodniczącym Grupy Monitorującej Konwencję Antydopingową Rady Europy, członkiem Zarządu iNADO (Instytut Narodowych Agencji Antydopingowych) oraz wielu misji ewaluacyjnych realizowanych we współpracy z Radą Europy oraz Światową Agencją Antydopingową.
Autor publikacji poświęconych walce z dopingiem w sporcie oraz zagadnieniom prawnym związanych m.in. z postępowaniami dyscyplinarnymi w sprawach dopingowych.